# Tramwaje w San Carlos
Tramwaje w San Carlos − zlikwidowany system komunikacji tramwajowej w San Carlos w Chile.

## Historia
Komunikację tramwajową w San Carlos spółka Compañía Carros Urbanos de San Carlos uruchomiła w 1894. Linia tramwaju konnego połączyła dworzec kolejowy z końcówką Plaza. Długość linii wynosiła 2,5 km. Rozstaw szyn wynosił 750 mm lub 1050 mm. W 1920 tramwajami przewieziono 60 000 pasażerów. System zamknięto w 1928.